# Amarenomyces
Amarenomyces — рід грибів родини Phaeosphaeriaceae. Назва вперше опублікована 1981 року.

## Класифікація
До роду Amarenomyces відносять 1 вид:
- Amarenomyces ammophilae